# Праздник древонасаждения
Праздник древонасаждения — праздничные мероприятия, посвящённые озеленению города Ростова-на-Дону, впервые состоявшиеся в 1910 году.

## История
Первый праздник древонасаждения был проведён в Ростове-на-Дону 7 апреля 1910 года по инициативе городского общества садоводов. Разработанный план мероприятия — посадок зелёных насаждений и порядок праздничного шествия по улицам города — был заранее опубликован в городской печати. Главное управление землеустройства и земледелия бесплатно отпустило участникам праздника необходимый посадочный материал и садовый инвентарь.
Совет по организации праздника возглавил Григорий Христофорович Бахчисарайцев — председатель общества садоводства, редактор ростовского журнала «Садовод». К его инициативе присоединились влиятельные личности Ростова-на-Дону — градоначальник И. Н. Зворыкин, городской голова Е. Н. Хмельницкий, владельцы торговых домов Кистов и Рамм, известный русский композитор М. Гнесин и другие. В фонд праздника поступили многочисленные пожертвования от его попечителей.
В день праздника, с 8 часов утра, его участники начали собираться неподалёку от нынешней Ростовской консерватории, откуда по Таганрогскому проспекту (ныне проспект Будённовский) организованной колонной направились на окраину города, в сторону Нового поселения. Колона шествия была украшена флагами, транспарантами, макетами с монументальной живописью и созданными по этому случаю композициями (передвижными конструкциями).
Ростовчане в тот день посадили 10 000 деревьев, после чего им предложили угощение с чаем. В приложении к журналу «Садовод» было написано:

«В 1910 г. было положено начало древонасаждению. Устроенный 7 апреля весенний праздник имел большой моральный успех, вызвав небывалое оживление среди учащейся молодежи и общества. Ничего такого, что напоминало собой эту феерическую красоту шествия детей, утопавших в цветах и ярких тканях, в Ростове не видывали, и долго ещё, целые месяцы не смолкали восторженные рассказы горожан о чудесном празднике в честь весны».

Второй праздник древонасаждения состоялся 21 апреля 1911 года и был проведён с не меньшим размахом, чем первый. Шествие по центральным улицам Ростова открылось под звуки оркестра. Впереди всех в открытом экипаже ехал градоначальник Иван Зворыкин, сразу за ним свита, верхом на белых конях украшенных цветами. Далее следовал отряд велосипедистов, набранных и обученных студентом А. П. Ковалёвым, за которым маршировала колонна учащихся с флагами и транспарантами. На месте садово-парковых работ Зворыкин произнёс речь, где сказал:

«Прошу смотреть на этот праздник, как не на обыкновенный, потому, что древонасаждение имеет большое и государственное значение».

- Участники праздника 1911 года
- Велосипедисты
- Екатерининская женская гимназия
- Мариинский детский приют

Третий праздник состоялся в 1913 году. К этому событию из Жеребковского лесничества Херсонской губернии были доставлены саженцы в количестве 60 тысяч штук: 25 тысяч — акаций, 30 тысяч клёна, 5 тысяч — гледичии. Международная компания жатвенных машин в Америке в лице своего директора господина Циммермана согласилась на просьбу комитета и безвозмездно произвела перепашку всей посадочной площади паровым плугом. Праздник прошёл масштабнее и торжественнее предыдущих и был отмечен Российским императором.
В связи с Первой мировой и Гражданской войнами праздник в Ростове-на-Дону больше не отмечался ни до революции, ни в советское время.

### Настоящее время
7 апреля 2010 года в Ростове-на-Дону возле памятника А. П. Чехову, на пересечении улиц Пушкинской и Чехова, состоялась церемония, посвящённая 100-летию праздника древонасаждения в донской столице. Была заложена небольшая вишнёвая аллея, а организацию красивого весеннего праздника решено было сделать традицией.
Следующие праздники состоялись в 2011, 2012 и 2013 годах.
В 2013 году местом праздника стал студенческий парк ДГТУ. 20 апреля здесь собралось более 2000 человек и общими силами было высажено около 500 деревьев.
С этого года праздник стал отмечаться не только в Ростове-на-Дону, но и в других городах Ростовской области.

## В других странах
В США  также отмечается подобный праздник. Впервые он был проведён в 1874 году, и с тех пор организуется ежегодно в последнюю пятницу апреля. Идея праздника принадлежала Стерлингу Мортону — администратору штата Небраска, впоследствии занимавшему пост министра земледелия США.
Целью этого праздника является пропаганда посадки деревьев, облесение территорий и украшение родных мест. К проведению праздника древонасаждения подключаются детские организации, нью-йоркское Общество детских садов и комнатных растений. Его руководители раздают детям саженцы цветов, а затем осенью награждают тех, кто вырастил лучший цветок.